# Salah Abdel Kérim
Salah Abdel Kérim, né en 1925 au Fayoum en Égypte et mort le 20 novembre 1988, est un artiste égyptien.

## Biographie
Il entre en 1943 à la Faculté des Beaux-Arts du Caire et obtient en 1947 son diplôme avec mention Excellent avec Honneurs. Ayant obtenu le prestigieux Prix d’État Ismail (1952), il est envoyé en mission d’études à Paris où il devient l’élève de Paul Colin et d’André-Marie Cassandre.
Il part pour Rome en 1956 où il étudie le décor de cinéma au Centro Sperimentale di Cinematografia et obtient son doctorat. Il remporte en 1957 le Prix International de Peinture de San Vito Romano (Italie) et revient en Égypte en 1958 où il est nommé Professeur à la Faculté des Beaux-Arts.
En 1959, il remporte le premier prix de sculpture à la Biennale d’Alexandrie pour sa sculpture Le Taureau et une Menção Honrosa à la 5e biennale de Sao Paolo (Brésil) pour sa sculpture Le Poisson ainsi qu'en 1960 le Guggenheim National Section Award pour l’Égypte pour son tableau Coqs Combattant. Cinq photos de ses sculptures de métal sont envoyées sur demande du Museu de Arte Moderna de São Paolo pour être conservées dans les Archives Historiques d’Art Contemporain.
De 1960 à 1985, il réalise la plupart de ses sculptures. Il crée et dirige la section Architecture Intérieure à la Faculté des Beaux-Arts, participe à l’organisation du Département de Décor pour l’Institut de Cinéma et l’Institut de Théâtre, réalise de nombreux décors et costumes de théâtre et de ballet ainsi que les panneaux décoratifs en mosaïque de la Gare Maritime d’Alexandrie.
Il effectue des travaux de décoration dans différents hôtels et bâtiments publics du Caire ainsi que d'importants travaux pour les places de Jeddah et de Koweït et coopère avec Kamal El-Malakh à la réalisation du Musée des antiquités de Louxor.
Il participe de nombreuses fois aux Foires Internationales du Caire et de Damas. En 1961, sa sculpture Le Cri de la Bête, remarquée par René Huyghe, figure dans le livre L’art et l’Homme et, en 1963, il est envoyé à Seattle (États-Unis) pour organiser la pavillon de la R.A.U. à la Foire Internationale de Seattle.
Une très importante exposition de ses œuvres à la Galerie Bab El-Louq (Le Caire) est organisée par le Ministère de la Culture et de l’Orientation Nationale. Il participe à la 7e Biennale de São Paulo (Brésil) où il remporte une Menção Honrosa pour sa sculpture Le Cri de la Bête.
On lui doit aussi des illustrations dans le quotidien Al-Ahram pour des œuvres de Naguib Mahfouz ainsi que d’autres auteurs. En 1964, il est envoyé à New York pour organiser le pavillon de la R.A.U à la Foire Internationale de New York et participe en 1968 à la Première Triennale internationale en Inde. Le gouvernement indien achète sa sculpture Le Crabe pour le Musée d’Art moderne de New Delhi.
En 1969, il crée environ 300 costumes pour le spectacle donné à l’occasion du Millénaire du Caire. Il est envoyé en 1972 par l’Émirat d’Abu Dhabi à Osaka (Japon) pour y organiser le pavillon d’Abu Dhabi à la Foire Internationale Expo 70 à Osaka.
Il est nommé en 1982 Doyen de la Faculté des Beaux-Arts et, en 1984, Vice-Président de l’Université de Helwan. En 1985, une grande rétrospective de ses œuvres est organisée au Centre Culturel Français du Caire. 
À sa mort en 1988 une journée de deuil à sa mémoire est décidée à la Faculté des Beaux-Arts.

## Titres
- Président du Syndicat des Arts Plastiques.
- Membre du Haut Conseil de la sculpture.
- Membre de l’Académie des Arts.
- Membre permanent dans les jurys artistiques.
- Membres des Assemblees Nationales Spécialisées.
- Membre du Comité d’Embellissement du Grand Caire.
- Conseiller pour l’Opéra.
- Conseiller pour le Métro.

## Décorations
- Ordre des Sciences et des Arts – Première Classe.
- Prix d’État d’Encouragement pour la Sculpture et la Peinture Décoratives.
- Ordre de la République – Troisième Classe.
- Médaille de la Distinction.
- Prix d’État d’Appréciation pour les Arts